# Atenea

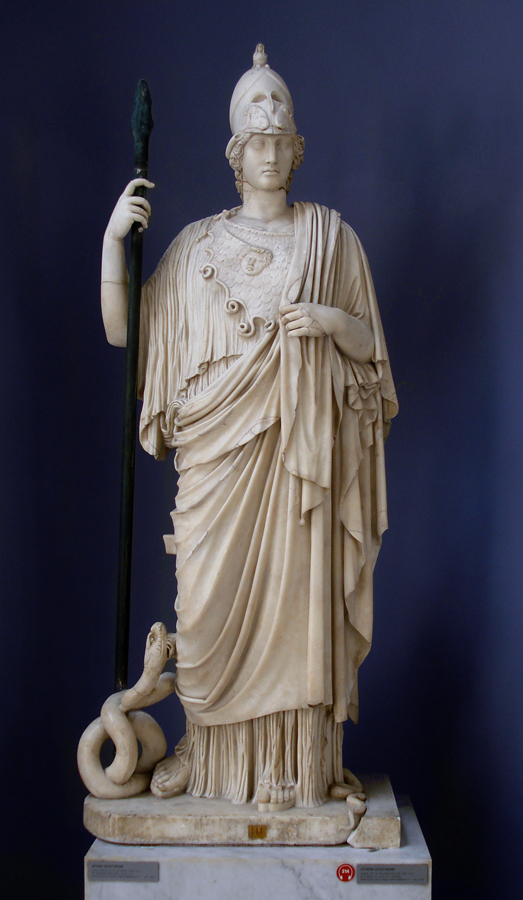
Athena Giustiniani, copia romana del original griego atribuido a Fidias. Museos Vaticanos.

En la antigua religión griega, Atenea (del griego ático Ἀθηνᾶ, Athēnâ o Ἀθηναία, Athēnaía; en la poesía épica Ἀθηναίη, Athēnaíē),  también conocida como Palas Atenea (Παλλὰς Ἀθήνη), es la diosa de la guerra, la sabiduría y las artes (como la tejeduría).  Aunque no se encuentra entre las grafías recomendadas en español, es posible encontrar su nombre escrito como Atena (Ἀθηνᾶ) en ciertas obras y siempre que se trate del dialecto ático y fuera de la épica. En la iconografía convencional, a menudo era representada con una lanza, un escudo o ambos. En este sentido, es probable que este epíteto derive de πάλλω (pállō), que significa “blandir”, es decir, Atenea es “la que blande” una lanza o un escudo.  En la mitología romana se la adoraba con el nombre de Minerva.
 

En los himnos homéricos se nos habla de la faceta bélica de Atenea:
«Comienzo por cantar a Palas Atenea, protectora de ciudadelas, diosa terrible a la que, con Ares, importan las bélicas acciones, las ciudades saqueadas, el griterío y las batallas. También protege al ejército a su partida y a su regreso». 
Atenea es una diosa bélica pero también es una diosa de la inteligencia («la muy sagaz») y las artes manuales. Comparte con Hefesto el patrocinio sobre los oficios: «Hefesto, célebre por su talento, el que, con Atenea la de ojos de lechuza, enseñó espléndidos oficios a los hombres sobre la tierra».
«A la hija de Zeus egidífero, a Atenea, la de ojos de lechuza. Pues no le agradan las acciones de la muy áurea Afrodita, sino que le atraen las guerras y la acción de Ares, combates y batallas, así como ocuparse de espléndidas labores. Fue la primera que enseñó a los artesanos que pueblan la tierra a hacer carrozas y carros variamente adornados de bronce. Fue ella también la que les enseñó a las doncellas de piel delicada, en sus aposentos, espléndidas labores, inspirándoselas en el ánimo a cada una».
Doncella por excelencia (παρθένος, parthénos, «virgen»), Atenea evolucionó de diosa tutelar de la casa en época micénica a diosa del palacio y de ahí a diosa de la ciudad (Políada, «de la polis», es uno de sus epítetos), como protectora del rey. Huellas de esta relación con el rey pueden verse en la leyenda en temas como la protección que Atenea dispensa a Ulises. Su función de protectora la lleva a convertirse en diosa guerrera, pero dentro de un campo de acción diferente del de Ares. Mientras éste personifica el furor bélico y la matanza, Atenea representa la valentía y la prudencia. Es quizá este rasgo el que la sitúa como protectora de los fabricantes de armas. Tal relación con el artesanado la empareja con Hefesto, con el que comparte culto en el Ática, y de otro lado, por tratarse de una diosa, se convierte también en protectora de las labores femeninas
Fue una de las principales divinidades del panteón griego y una de los doce dioses olímpicos. Atenea recibió culto en toda la Antigua Grecia y en toda su área de influencia, desde las colonias griegas de Asia Menor hasta las de la península ibérica y el norte de África. Su presencia está atestiguada hasta en las proximidades de la India. Por ello su culto tomó muchas formas e incluso tuvo una extensión considerable hasta el punto de que su figura fue sincretizada con otras divinidades en las regiones aledañas al Mediterráneo. 
La versión más tradicional de su mito la representa como hija partenogenética de Zeus, nacida de su frente ya completamente armada después de que se tragase a su madre. Jamás se casó o tuvo amantes, y mantuvo una virginidad perpetua, aunque en algunos mitos tardíos si se le asocian hijos de manera excepcional. Fue patrona de varias ciudades pero se volvió más conocida como protectora de Atenas y de toda la región del Ática. También protegió a muchos héroes y otras figuras mitológicas, y aparece en una gran cantidad de episodios de la mitología. Fue una de las deidades más representadas en el arte griego y su simbología ejerció una profunda influencia sobre el propio pensamiento de aquella cultura, en especial en los conceptos relativos a la justicia, la sabiduría y la función social de la cultura y las artes, cuyos reflejos son perceptibles hasta nuestros días en todo el Occidente.

## Mitología

### Nacimiento de Atenea

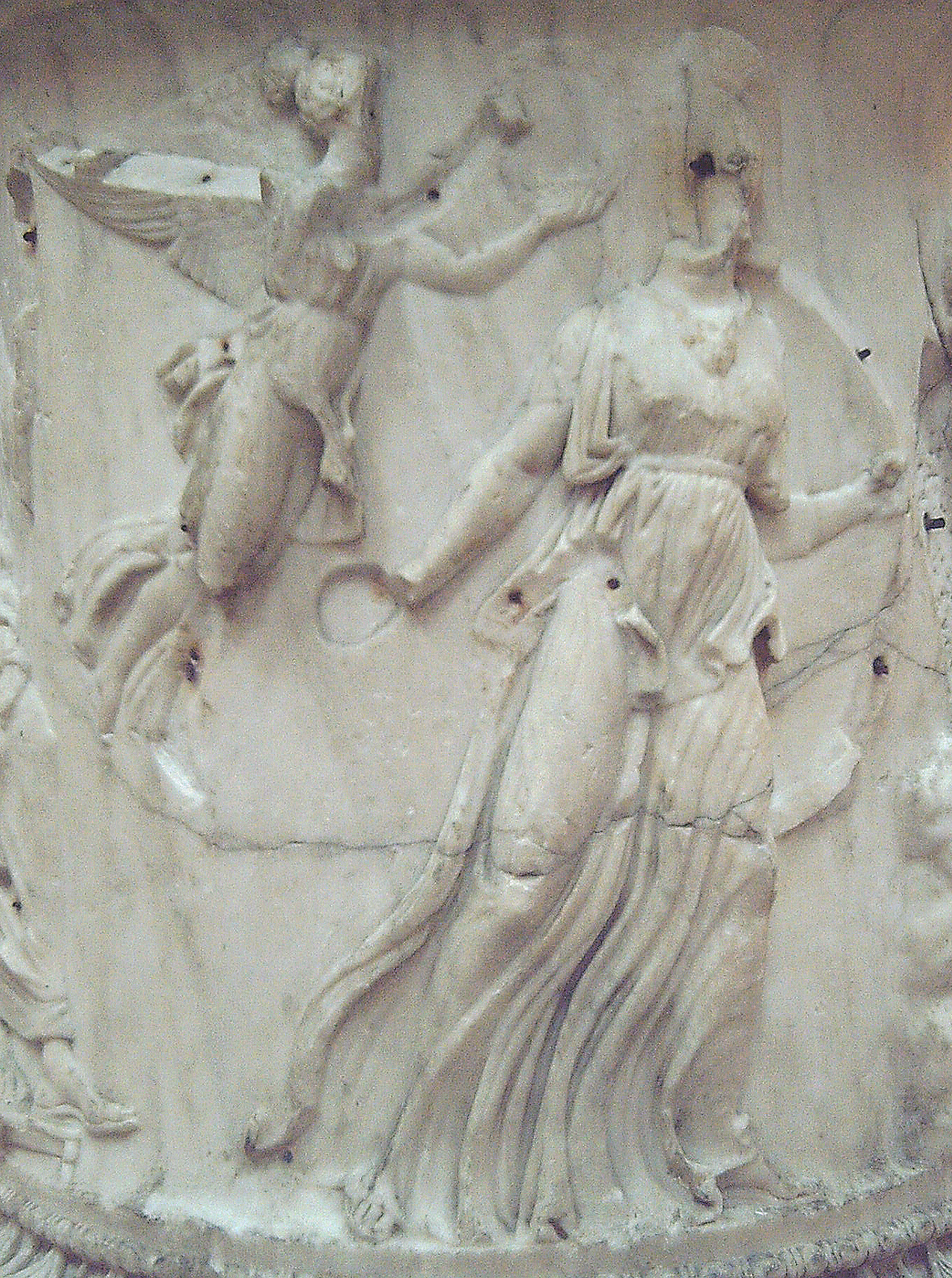
Niké corona a Atenea. Detalle del Puteal de la Moncloa, un brocal de pozo de estilo neoático y época romana. Mármol del. (Museo Arqueológico Nacional de España, Madrid.)

Atenea aparece como la hija de Zeus, nacida de su frente ya completamente armada después de que se tragase a su madre, Metis La historia de su nacimiento aparece en varias versiones.
Homero llama a Atenea hija favorita de Zeus, sin alusión alguna a su progenitora o a la forma en la que llegó a existir, mientras la mayoría de las tradiciones posteriores coinciden al afirmar que nació de la frente del dios. Hesíodo menciona que la madre de Atenea es la oceánide Metis, la primera esposa y consejera de Zeus. Tras yacer con ella, Zeus temió inmediatamente las consecuencias, pues había sido profetizado que Metis alumbraría hijos más poderosos que él. Para impedir tan graves consecuencias, siguió el consejo de Gea y Urano y «la encerró en su vientre», pero Metis ya había concebido una hija, Atenea, que brotaría de su frente. Píndaro añade que Hefesto abrió la cabeza de Zeus con su hacha minoica de doble hoja, el labrys, y que Atenea saltó de la cabeza completamente adulta y completamente armada, una afirmación de la que se dice que Estesícoro fue la autoridad más antigua; «y llamó al ancho cielo con su claro grito de guerra. Y Urano tembló al oírlo, y la madre Gea...». A veces el pavoroso escudo de Atenea fue fabricado por Metis durante su tiempo juntas dentro de Zeus. . Otros fuentes cuentan que Prometeo, Hermes o Palemón ayudaron a Zeus en el nacimiento de Atenea y mencionan al río Tritón como el lugar del suceso. O incluso que Alalcomeneo, uno de los autóctonos y primeros hombres en nacer, fue l tutor de Atenea cuando ésta era solo una muchacha.
Los mitos clásicos posteriores señalaban que Hera se molestó tanto de que Zeus tuviese un hijo, aparentemente por sí mismo, que ella hizo lo propio con Hefesto. Sin emabargo, el retórico griego del siglo III d. C. Filóstrato el Viejo relata que Hera "se regocijó" por el nacimiento de Atenea "como si Atenea fuera también su hija". Tras la aparición de esta versión se empezó a afirmar que Metis no tuvo más hijos y que Zeus perduró como el rey del Olimpo, a pesar de que Atenea, junto con Hera y Poseidón, participó en una rebelión contra Zeus en la que quisieron atarle, pero Tetis y Briareo acudieron en ayuda de Zeus y los dioses rebeldes ya no se atrevieron a seguir adelante con la insurrección. Los mitos griegos permanecieron estáticos en este punto, sin cambiar hasta el declive de la cultura antigua y la práctica de su religión.

### Diferentes tradiciones acerca de sus orígenes y familia
| Familia      | Variantes |
| ------------ | --- |
| Progenitores | a) Nació de la cabeza de Zeus sin mencionarse la madre; b) Zeus y Metis; c) Zeus y Corife; d) Zeus y Temis; e) Poseidón y Pólife; f) Poseidón y el lago Tritónide; g) Hefesto y Átide; h) Cránao; i) Palante y Titánide; j) Itono; k) Brontes y Metis; l) (versión egipcia, como Neit) Nilo; m) (versión fenicia) Cronos, rey de Biblos. |
| Descendencia | a) Con Zeus: las musas; b) con Helios: los coribantes; c) con Hefesto: Apolo, Erictonio o Broteo. |

Otra tradición considera a Atenea hija de Palas o Palante, el gigante alado a quien más tarde mataría por intentar violar su castidad, usando desde entonces su piel como égida protectora y sujetándose sus alas a sus propios pies. Una tercera tradición lleva su origen a Libia y dice que las heroínas protectoras de Libia una vez acudieron al encuentro de Atenea, cuando de la cabeza de su padre surgió toda resplandeciente, y la bañaron en las aguas del río Tritón. Cuenta Heródoto que Atenea es hija de Poseidón y del lago Tritónide, y que, molesta por lo que fuera con su padre, se puso a las órdenes de Zeus, quien la adoptó como hija suya. Este pasaje muestra claramente la forma en la que los genuinos mitos helénicos antiguos fueron trasplantados a Libia, donde posteriormente fueron considerados fuentes de los helénicos. Sobre esta Atenea libia se cuenta también que fue criada y educada por el dios-río Tritón, junto con su propia hija Palas.
La relación de Atenea con Tritón y Tritonis dio origen posteriormente a las diversas tradiciones sobre su lugar de nacimiento, de forma que donde quiera que hubiese un río o fuente con ese nombre, como en Creta, Tesalia, Beocia, Arcadia y Egipto, los habitantes de tales regiones reclamaban que Atenea había nacido en ellos. De estos lugares de nacimiento en un río llamado Tritón parece que fue llamada Tritonis o Tritogenia, aunque debe señalarse que este epíteto también se explica de otros modos.
Fragmentos atribuidos por Eusebio de Cesarea al semilegendario historiador fenicio Sanjuniatón, que Eusebio creía habían sido escritos antes de la guerra de Troya, hacen a Atenea hija de Crono, un rey de Biblos de quien se decía que había visitado «el mundo inhabitable» y legado el Ática a Atenea. El relato de Sanjuniatón haría a Atenea, como a Hera, hermana de Zeus en lugar de su hija.
Clemente de Alejandría, por ejemplo, recuenta hasta cinco diosas llamadas Atenea. La primera fue la hija de Hefesto que es la ateniense; la segunda fue hija de Nilo, que es egipcio; una tercera, hija de Cronos, fue descubridora de la guerra; una cuarta, hija de Zeus, a quien los mesenios dan el título de Corifasia por su madre. Y como quinto lugar dicen que está la Atenea hija de Palante y Titanis o Titánide, hija de Océano. Esta es la que impíamente masacró a su padre y está vestida con la piel paterna, como si fuera un vellón.
Deben señalarse también algunas tradiciones minoritarias acerca de los padres de Atenea. Unos la imaginan como una hija de Itono (hijo a su vez de Anfictión) y hermana de Iodama, a quien mató involuntariamente. Otros dicen que era hija de Zeus y Temis, o bien era hija de Poseidón y de la oceánide Pólife, o incluso de Zeus y Corife.  En otra rara versión es el cíclope Brontes el padre de Atenea, que la concibió antes de que Zeus se tragase a Metis. Incluso una versión tardía dice que las musas nacieron de la unión entre Zeus y Minerva.
Una versión aberrante nos dice que de la unión entre Helios y Atenea nacieron los coribantes. O bien que de la unión entre Vulcano (Hefesto) y Minerva (Atenea) nació Apolo. Tzetzes, autor bizantino, ya confunde la identidad de Atenea y dice que esta era una hija de Cránao y madre, por Hefesto, de Erictonio. Atenea amó especialmente a Mírmex, una mujer ática, casta e inteligente.  El lenguaje y estilo de narración entre Mírmex y Atenea se asemeja mucho al de una relación amorosa, pero cuando la diosa inventó el arado, la muchacha se jactó de haberlo descubierto ella misma, por lo que fue metamorfoseada en hormiga.

### Relación con Palas
Tras nacer Atenea completamente armada de la frente de Zeus, Tritón, hijo de Poseidón y mensajero de los mares, se convirtió en el padre adoptivo de la diosa y la crio junto a su propia hija, Palas. El dios del mar enseñó a ambas chicas las artes de la guerra.
Durante un festival atlético, Palas y Atenea se enzarzaron en una pelea amistosa con lanzas, donde la vencedora sería quien lograra desarmar a su oponente. Al principio de la contienda, Atenea tomó la delantera, hasta que Palas asumió el control. Antes de que pudiera llevarse la victoria, Zeus, que estaba presente y temía ver a su propia hija perder, distrajo a Palas con la égida, en la que ella había mostrado interés anteriormente. Palas, aturdida y maravillada, se quedó quieta mientras Atenea, esperando que esquivara, la empaló accidentalmente.
Llena de tristeza y arrepentimiento, Atenea creó el paladio, una estatua a semejanza de Palas, y envolvió la égida, que tanto temía, alrededor de su pecho, colocándola al lado de Zeus y honrándola. Más tarde, Atenea adoptó el título de Palas como tributo a su difunta amiga.

### Atenea Pártenos

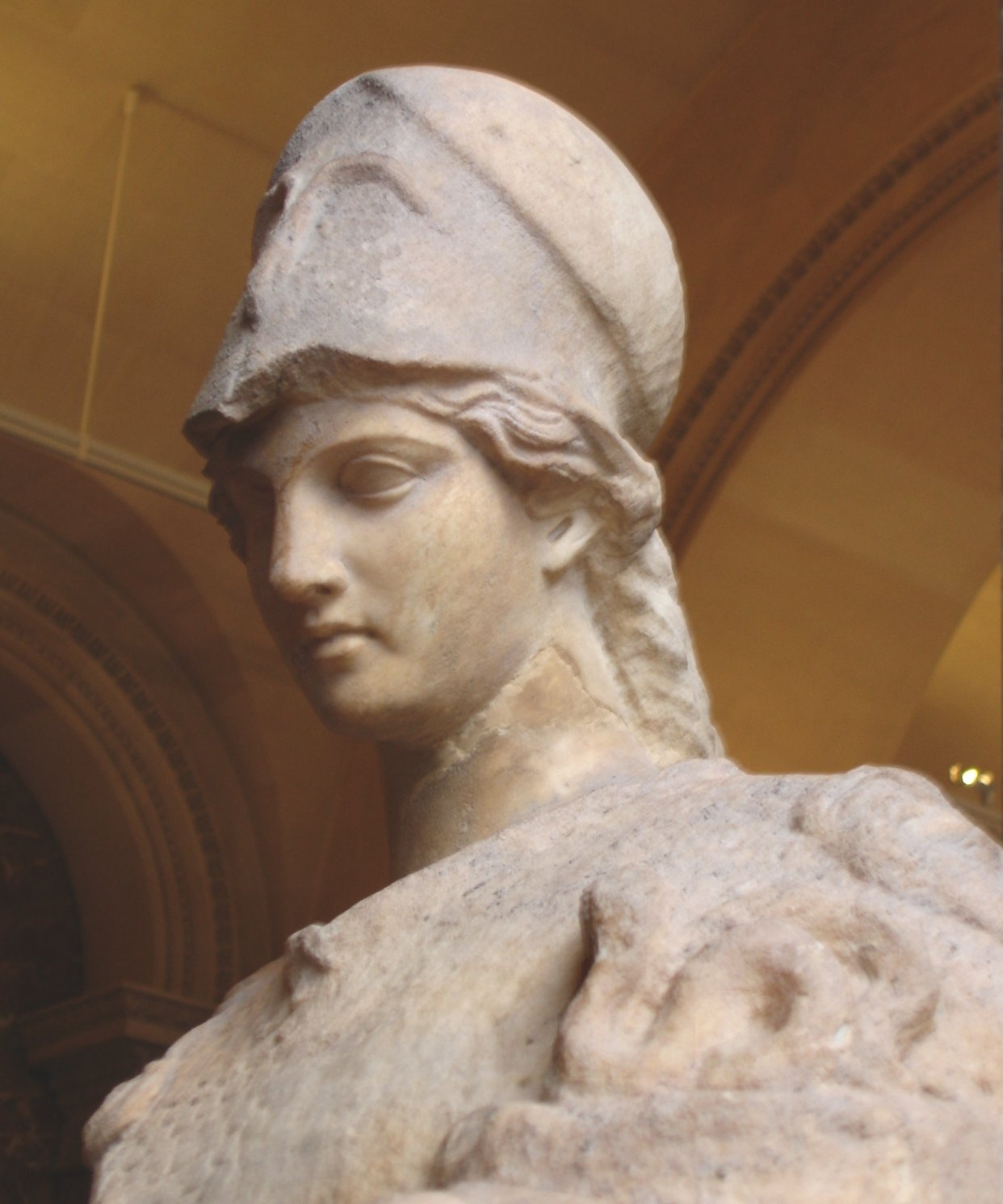
Atenea con casco llevando la serpiente Erictonio en una cista (canasta), detalle. Mármol romano de la época imperial, -. (Museo del Louvre, París).

El carácter de Atenea ocupaba un lugar intermedio entre el masculino y el femenino, por lo que en un himno órfico se la llama ἄρσην καὶ ϑἣλυς, y por tanto es, como Artemisa, una divinidad virgen, cuyo corazón es inaccesible a la pasión del amor y que rechaza el matrimonio. Nunca tuvo consorte ni amante, y fue conocida como Atenea Pártenos, ‘Atenea la virgen’, título del que procede el nombre de su templo más famoso: el Partenón de la Acrópolis ateniense. No se trataba de una mera observación de su virginidad, sino de un reconocimiento de su papel como encargada de hacer que se cumplieran las normas de la modestia sexual y el misterio ritual. Este papel se expresa en varias historias sobre ella. Marino cuenta que cuando los cristianos retiraron la estatua de la diosa del Partenón, una bella mujer se apareció en sueños a Proclo, un devoto de Atenea, y anunció que la «Señora Ateniense» deseaba morar con él.
En una versión del mito de Tiresias, este se tropezó con Atenea cuando se bañaba, y fue cegado por su desnudez. Para compensarle por su pérdida, le purificó las orejas, lo que le permitió entender el lenguaje de los pájaros, con lo que logró el don de la profecía.
Las tradiciones más antiguas siempre describen a la diosa vestida, pero Ovidio la representa desnuda ante Paris. Su estatua también estaba siempre vestida, y cuando era llevada en los festivales áticos estaba completamente cubierta. Pero a pesar de la opinión general sobre su carácter virgen, hay una tradición de origen tardío que consideraba a Licno como hijo de Hefesto y Atenea.

### Protectora de Atenas
Atenea compitió con Poseidón por ser la deidad protectora de Atenas, que aún no tenía nombre. Poseidón golpeó el suelo con su tridente e hizo que brotara una fuente de agua salada. En cambio, según algunas fuentes tardías, lo que hizo surgir Poseidón con el tridente fue un caballo. Por su parte, Atenea plantó un olivo. Zeus, o los doce dioses olímpicos, o uno de los primeros reyes del Ática, (Cécrope, Erisictón o Cránao) juzgaron que el olivo había sido plantado en primer lugar y con ello Atenea consiguió el patronazgo de Atenas. Robert Graves opinaba que «los intentos de Poseidón por tomar posesión de ciertas ciudades son mitos políticos» que reflejaban el conflicto entre religiones matriarcales y patriarcales. Atenea fue también la diosa protectora de otras ciudades, notablemente de Esparta.
Una variante de este relato es que los propios atenienses eligieron por votación a uno de los dos dioses para que diera nombre a su ciudad. Todas las mujeres votaron por Atenea y todos los hombres por Poseidón. Ganó Atenea por un solo voto y Poseidón inundó la región. Para calmar la cólera de Poseidón desde entonces las mujeres dejaron de tener derecho al voto y los hijos no podrían tener nombres derivados del nombre de la madre.

### Erictonio
Hefesto intentó violar a Atenea pero esta lo evitó. Su semen cayó al suelo, y Erictonio nació de la Tierra, Gea. Atenea crio entonces al bebé como su madre adoptiva.
Atenea puso al infante Erictonio en una pequeña caja (cista) que confió a tres hermanas, Herse, Pándroso y Aglauro. La diosa no les dijo qué contenía la caja, pero les advirtió que no la abriesen hasta que volviera ella. La caja fue abierta por una de las hermanas, o por dos, y se halló a Erictonio con forma de una serpiente, o abrazado a una. La serpiente, o la locura producida por ella, hizo que Herse y Pándroso se arrojasen desde la Acrópolis. Harrison cree que se trata de un simple cuento cautelar dirigido a las jóvenes que portaban la cista en los rituales de las Tesmoforias para evitar que la abrieran a destiempo.
Otra versión del mito de las doncellas atenienses es narrada por Ovidio en Las metamorfosis. En esta variante posterior Hermes se enamora de Herse. Las tres doncellas van al templo para ofrecer sacrificios a Atenea. Hermes pide ayuda a Aglauro para seducir a Herse, y esta le pide dinero a cambio. Hermes le da el que las hermanas ya habían ofrecido a Atenea, quien como castigo por la codicia de Aglauro pide a la diosa Envidia que le infunda celos de Herse. Cuando Hermes llega para seducir a esta, Aglauro se interpone en su camino en lugar de ayudarle como habían acordado, por lo que el dios la transforma en piedra.
Con ese origen mítico, Erictonio se convirtió en el rey fundador de Atenas, donde se le atribuyeron muchos cambios beneficiosos para la cultura ateniense. Durante esa época, Atenea le protegió con frecuencia.

### Consejera
Los mitos griegos clásicos cuentan que Atenea guio a Perseo en su cruzada para decapitar a Medusa. En la fábula de los argonautas es Atenea quien instruye a los constructores del primer barco, la Argo. También enseñó a Heracles cómo despellejar al león de Nemea usando las propias garras del león para cortar su gruesa piel, y luego le ayudó a matar a la hidra de Lerna, a derrotar a los pájaros del Estínfalo, y a navegar en el inframundo capturando a Cerbero.
En otra historia tardía se decía que la naturaleza astuta y perspicaz de Odiseo le ganó rápidamente el favor de Atenea, aunque en las épicas de tipo realista la diosa es confinada a ayudarle solo a distancia, como implantando pensamientos en su cabeza, durante su viaje de vuelta a casa desde Troya. No es hasta que llega a la playa de una isla en la que Nausícaa lava sus ropas cuando Atenea puede llegar a dar una ayuda más tangible. Se aparece en los sueños de Nausícaa para asegurar que la princesa rescate a Odiseo y le envíe finalmente a Ítaca. La propia diosa se aparece disfrazada a Odiseo tras su llegada. Inicialmente le miente diciéndole que su esposa Penélope se ha casado y que a él se le da por muerto, sin embargo Odiseo le miente a su vez, viendo a través de su disfraz. Complacida por su determinación y sagacidad, Atenea se le revela y le cuenta todo lo que necesita saber para recuperar su reino. Le disfraza como un anciano para que no sea descubierto por los pretendientes o por Penélope y le ayuda a derrotar a estos y a finalizar la subsiguiente disputa entre sus familiares.

### Diosa de la guerra
Ya en las fuentes arcaicas se hace alusión a Atenea como una diosa de la guerra. La Teogonía, por ejemplo, nos refiere a esta faceta: «Atenea de ojos glaucos, terrible, belicosa, conductora de ejércitos, invencible y augusta, a la que encantan los tumultos, guerras y batallas». En la Gigantomaquia, Atenea ayudó a su padre y a Heracles con sus consejos, y también tomó parte activa en ella, pues enterró a Encélado bajo la isla de Sicilia y desolló a Palas.
Imbatible en la guerra, Atenea, guerrera mucho más hábil que Ares, lo venció dos veces en combate. En El escudo de Heracles tuvieron un enfrentamiento ambos dioses, apoyando Atenea a Heracles y Ares a Cicno. Atenea encomió a Ares para que recunciara a la batalla, pero Ares resolvió arrojarle una lanza a Heracles que fue desviada por la diosa extendiendo una mano. Después Heracles hirió a Ares en el muslo y Fobos y Deimos se llevaron a su padre al Olimpo. En la Ilíada vuelven a enfrentarse, atacando Ares a Diomedes y éste acompañado en el carro por Atenea. Para evitar que Ares la reconociera, Atenea utilizó el morrión de invisibilidad de Hades. Ares le arrojó una lanza a Diomedes pero Atenea, de nuevo, la desvió de su curso, y a continuación guio la lanza de Diomedes, que impactó en la ijada de Ares. Durante la guerra de Troya sucedió que los dioses se enfrentaron entre ellos y Atenea se encaró contra Ares. Ares consiguió acertarle con la lanza a Atenea en su égida, luego la diosa retrocedió, cogió una enorme piedra negra y se la arrojó a Ares en el cuello, doblegando sus miembros y dejándolo tendido en el suelo. Riéndose de su triunfo Atenea se jactó, frente al derrotado Ares, que ella era, efectivamente, mejor que él.

### Participación en la guerra de Troya

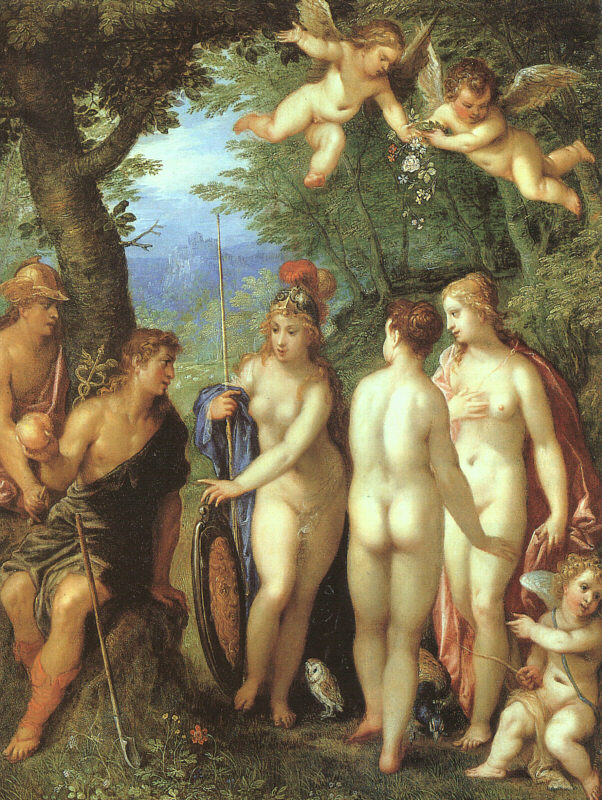
El juicio de Paris, de Hendrick van Balen (1599). Atenea aparece en el centro, con el escudo, la lanza y el casco

Zeus organizó un banquete para celebrar las bodas de Peleo y Tetis, pero dejó fuera de la lista de invitados a Eris, la diosa de la discordia, quien tras acudir a pesar de todo dejó caer una manzana dorada con la inscripción καλλίστῃ, ‘para la más bella’. Tres diosas reclamaron la manzana para sí: Hera, Atenea y Afrodita. Zeus decidió que Paris de Troya decidiese quién debía ser la legítima propietaria de la manzana. Cada una de las diosas ofreció a Paris un regalo: Hera le otorgaría el gobierno de toda Asia y ser el hombre más rico, Atenea la victoria de todos sus combates y Afrodita le prometió el amor de la mujer más hermosa del mundo: Helena. Paris eligió a Afrodita, y luego Helena abandonó a su marido: Menelao. Así sobrevendría la guerra de Troya.[cita requerida]
En la guerra, Hera y Atenea apoyaron decididamente a los aqueos frente a los troyanos. En la Ilíada se relata cómo las dos diosas vieron a Ares luchando en el bando troyano y le pidieron permiso a Zeus para combatirle y alejarle del campo de batalla. En otro pasaje, Atenea ayudó a los aqueos en la construcción del caballo de Troya, aunque en su regreso a casa les envió tormentas, por la manera en la que Ayante Locrio había tratado a Casandra en su templo.[cita requerida]

### Mitos romanos

#### Medusa
El escritor romano Ovidio, en su obra Las metamorfosis cuenta que Medusa fue violada por Poseidón en un templo de Atenea. Tras descubrir la profanación en su templo, la diosa castigó a Medusa transformándola en una gorgona, un ser monstruoso con rasgos de serpiente y el poder de petrificar con su mirada, pero carente de atributos sexuales. Más adelante, el héroe Perseo mataría a la criatura, de cuyo cuello cercenado podrían por fin nacer Pegaso y el gigante Crisaor.
La versión de Ovidio, sin embargo, no tiene base mitológica, y solo la introdujo para poder añadir a su obra, que trataba sobre transformaciones, la historia de Medusa. El origen tradicional de las gorgonas no tiene nada que ver con Atenea, sino que eran diosas protectoras anteriores al culto a los dioses olímpicos. Hesíodo nos habla de tres hermanas gorgonas: la propia Medusa (Μέδουσα, participio femenino de μέδω, proteger, y por tanto, literalmente "la protectora"), Esteno (Σθενώ, "la fuerte") y Euríale (Εὐρυάλη, de εὐρύς, "ancho" y ἄλη "vagabundeo", por tanto "la errante").
Hesíodo hace a las gorgonas hijas de dos dioses del mar primordiales: Forcis y Ceto. Otros autores cambian la paternidad de estos monstruos (Eurípides mezcla los tres personajes en uno, Gorgon, hija de Gea, sin mencionar padre alguno, el poeta latino Higino, como Hesíodo, las hace hijas de Ceto, pero afirma que su padre fue Gorgón o Gorgon, que para él es un personaje masculino distinto de las tres, y que sería hijo de Tifón y Equidna), pero siempre manteniendo su naturaleza inhumana.
En las versiones clásicas y helenísticas del mito, anteriores a Ovidio, la única relación entre Medusa y Atenea es que Perseo entrega a la diosa la cabeza del monstruo como ofrenda al acabar su misión, y esta la habría engarzado en la égida, su escudo, confiriéndole el poder de petrificar a sus enemigos. Además, escuchando el llanto de Esteno y Euríale por la muerte de su monstruosa hermana, entremezclado con el ruido de las serpientes de sus cabezas, la diosa habría tratado de imitar la mezcla de sonidos con un junco, inventando así la flauta.

#### Aracne

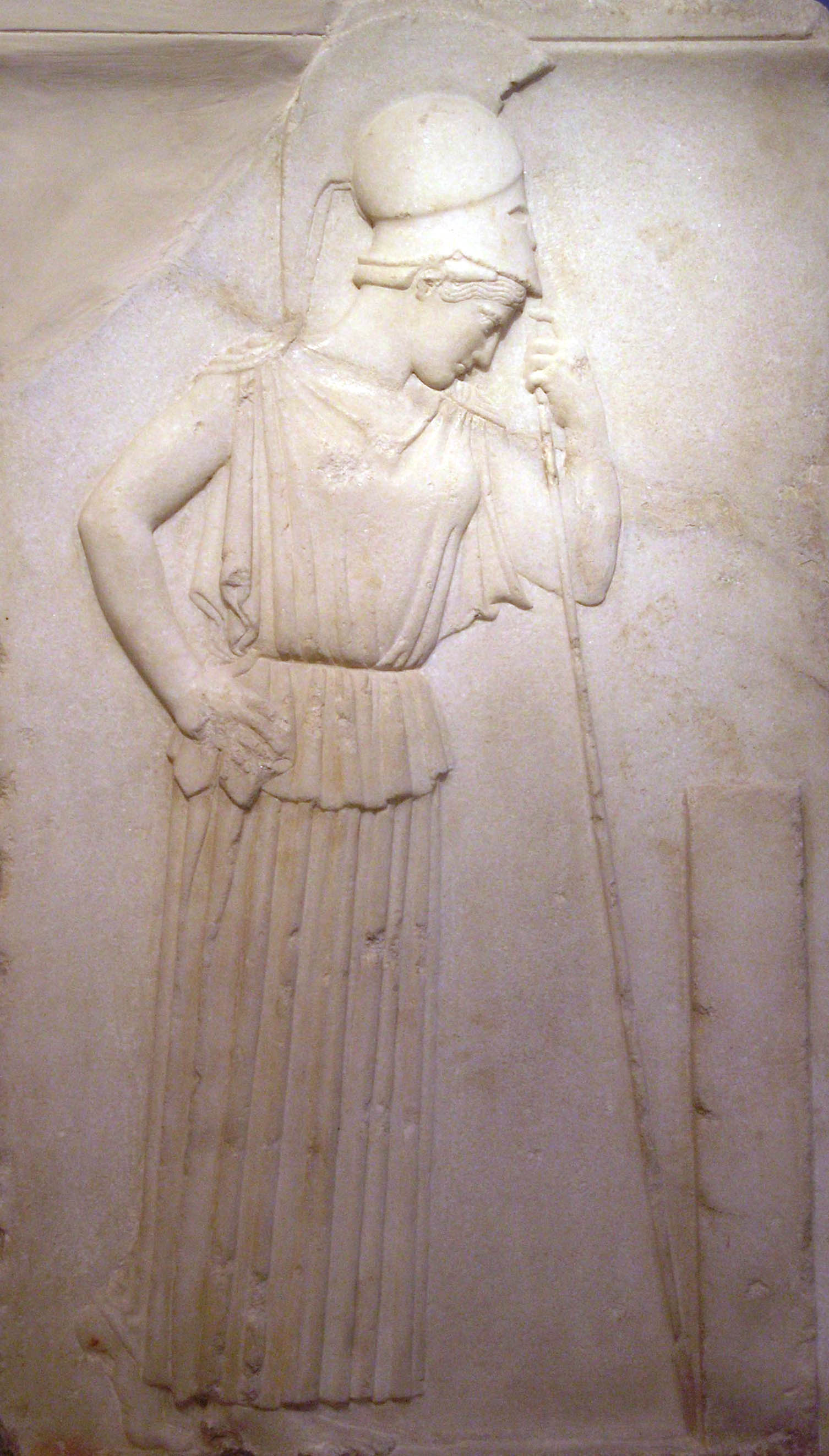
Relieve de la Atenea pensativa. Descansado sobre una lanza, Atenea mira a una estela rectangular, quizá un mojón de un templo o una estela funeraria; otras opiniones aseguran que esta representación la muestra apesadumbrada leyendo una inscripción alusiva a la destrucción de Atenas durante las Guerras Médicas. C. 460 a. C. (Museo de la Acrópolis de Atenas n.º 695).

La fábula de Aracne es una adición romana posterior al mito griego clásico, que por supuesto no aparece en el repertorio mítico de los pintores de vasijas áticas. El nombre de Aracne (αράχνη) significa simplemente ‘araña’. Era la hija de un famoso tintor en púrpura de Tiro de Hipaipa (Lidia). Aracne se volvió tan vanidosa de sus habilidades como tejedora que empezó a alardear de ser mejor que la propia Atenea.
Atenea le dio la oportunidad de redimirse asumiendo la forma de una anciana y advirtiendo a Aracne que no ofendiese a los dioses. Ésta se burló y deseó un concurso de tejido, para poder demostrar su habilidad. Atenea tejió la escena de su victoria sobre Poseidón que había inspirado su patronazgo de Atenas. Según la historia latina, el tapiz de Aracne mostraba veintiún episodios de infidelidad de los dioses: Zeus con Leda, con Europa, con Dánae, etcétera.
Incluso Atenea admitió que la obra de Aracne era perfecta, pero se enfureció por la irrespetuosa elección, que mostraba los errores y transgresiones de los dioses. Enojada, destruyó el tapiz y el telar de Aracne golpeándolos con su lanza. Cuando Aracne advirtió el disparate, se ahorcó. En el relato de Ovidio, Atenea se apiadó de ella y la transformó en una araña.
Esta fábula sugiere que el origen del arte de tejer está en la imitación de las arañas y que se consideraba que fue perfeccionado primero en Asia Menor.

## Nombre, etimología y origen
Atenea tenía una relación especial con «Atenas», como demuestra la conexión etimológica de los nombres de la diosa y la ciudad, un nombre plural porque aludía al lugar donde presidía su hermandad, las Athenai, en tiempos anteriores: «Micenas era la ciudad donde la diosa era llamada Micena (Mykene), y Micenas es el nombre en plural para la hermandad femenidad que la asistía allí. En Tebas era llamada Teba, y el nombre de esa ciudad también es en plural. Similarmente, en Atenas era llamada Aten(e)a». Si su nombre aparece en minoico o no es una cuestión que tendrá que esperar a que se descifre el lineal A.
Günther Neumann ha sugerido que el nombre «Atenea» es posiblemente de origen lidio: puede ser una palabra compuesta derivada en parte del tirsénico ati, ‘madre’, y del nombre de la diosa madre hurrita Ḫannaḫanna, abreviado en varios lugares como Ana. En la Grecia micénica, el teónimo A-ta-na-po-ti-ni-ja aparece una sola vez inscrito en las tablillas V 52 en lineal B de Cnosos de la «Habitación de las Tablillas del Carro» de la Segunda Era Tardía Minoica (según la cronología establecida por Arthur Evans). Aunque Athana potniya se traduce a menudo como ‘Señora Atenea’, significa literalmente ‘la potnia de At(h)ana’, que quizá signifique ‘la Señora de Atenas’. Cualquier relación con la ciudad de Atenas en la inscripción de Cnosos es incierta.
En su diálogo Crátilo, el filósofo griego Platón da la etimología del nombre de Atenea, a partir del punto de vista de los antiguos atenienses:

Éste, amigo mío, tiene más peso. Ahora bien, parece que los antiguos tenían sobre Atenea la misma idea que los actuales entendidos en Homero. Y es que la mayoría de estos, cuando comentan al poeta, dicen que Atenea es la responsable de la inteligencia (nous) misma y del pensamiento (dianoia). Conque el que puso los nombres pensaba, según parece, algo similar sobre ella; y, lo que es más importante, queriendo designar la «inteligencia de dios» (theoû nóēsis), dice –más o menos— que ella es la «inteligencia divina» (Theonóa), sirviéndose de la ‘a’ de otros dialectos, en vez de la ‘e’, y eliminando tanto la ‘i’ como la ‘s’. Y aun quizá ni siquiera por esta razón, sino que la llamó Theonóē en la idea de que ella, por encima de los demás, «conoce» (nooúsēs) las «cosas divinas» (tà theîa). Claro que tampoco es disparatado que quisiera también designar Ethonóē a la «inteligencia ética» (tōi éthei nóēsis), en la idea de que la diosa es esto. Y, ya sea él o algún otro, la llamaron después Athēnáa transformándolo en un nombre más bello, según creían ellos.

Así pues, para Platón su nombre procedía del griego Ἀθεονόα Atheonóa, que los griegos racionalizaron como la mente (nous) de la deidad (theos).
El historiador griego Heródoto señaló que los ciudadanos egipcios de Sais adoraban a una diosa cuyo nombre egipcio era Neit, y la identificaban con Atenea.
Algunos autores creen que Atenea desciende de una primitiva diosa ave. En el libro III de la Odisea, Atenea adopta la forma de un pigargo o águila marina. Estos autores arguyen que abandonó su máscara de ave antes de perder las alas. «Atenea, para el momento en que aparece en el arte,» señaló Harrison, «se había despojado completamente de su forma animal, reduciendo las formas de serpiente y pájaro que una vez tuvo a atributos, pero ocasionalmente sigue apareciendo con alas en vasijas pintadas de figuras negras.»

## Roles y funciones

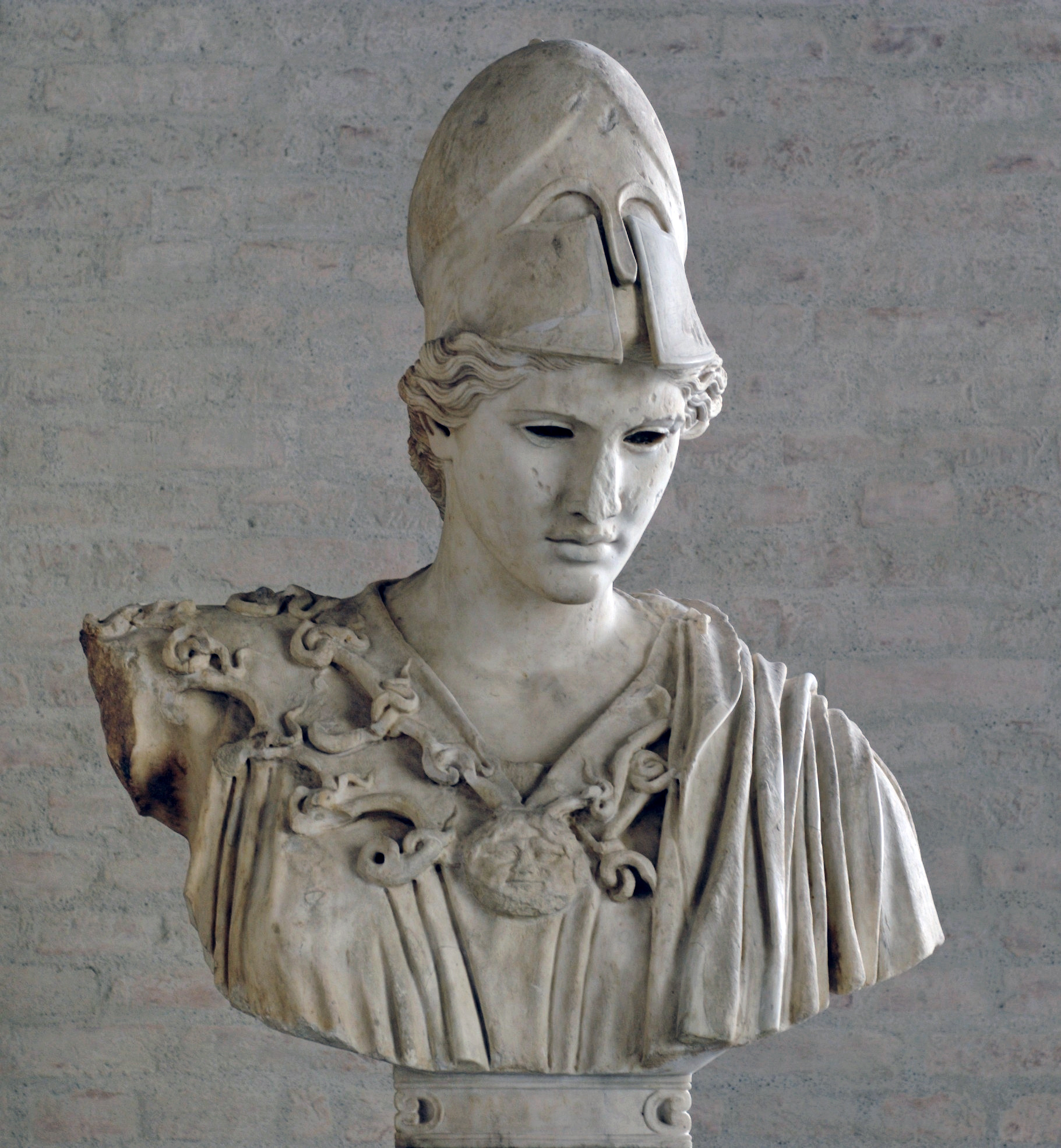
Busto de Atenea, tipo Palas de Velletri (los ojos se han perdido). Copia del de una estatua votiva de Cresilas en Atenas, c. 430-420 a. C. (Gliptoteca de Múnich.)

Una serie completa de fábulas y usos, pertenecientes especialmente a la religión ateniense, representa a Atenea como la ayudante y protectora de la agricultura, papel bajo el que se representa a la diosa como inventora del arado y el rastrillo. Creó el olivo, enseñó a la gente a uncir los bueyes para arar, cuidó de la cría de caballos e instruyó a los hombres en su doma con bridas, otra invención suya. Las dos deidades Erecteo y Erictonio, honradas en el Ática como poderes del fértil suelo, son sus hijos adoptivos. Los nombres de sus primeras sacerdotisas, las hijas de Cécrope, Aglauro, Pándroso y Herse, significan ‘aire brillante’, ‘rocío’ y ‘lluvia’, y son meras personificaciones de sus cualidades, de gran valor para el territorio ateniense.
Además de las invenciones relativas a la agricultura, también se le atribuían otras relacionadas con varios tipos de ciencia, industria y arte, y todos sus inventos no son del tipo que los hombres harían por azar o accidente, sino que requerían reflexión y meditación. Pueden señalarse la invención de los números, del carro y de la navegación. En la historia ateniense enseña a Erictonio a atar sus caballos al carro, y en la corintia enseña a Belerofonte a dominar a Pegaso. Respecto a todos los tipos de artes útiles, se creía que había familiarizado a los hombres con los medios e instrumentos que eran necesarios para practicarlas, como con el arte de producir fuego. También se creía que había inventado casi todos los tipos de trabajo en los que se empleaba a las mujeres, como el hilado y el tejido, y ella misma era diestra en ellos. Incluso en Homero todos los productos del arte femenino, se califican de «obras de Atenea». Muchos paladios (estatuas de Palas) llevaban un huso y una rueca en la mano izquierda. Su genio cubre el campo de la música y el baile: fue la inventora de la flauta y la trompeta, así como de la danza de guerra pírrica, de la que se decía que fue su ejecutora más antigua, en la celebración de la victoria de los dioses sobre los Gigantes. En suma, Atenea y Hefesto fueron los grandes patrones de artes tanto útiles como elegantes. Por ello se la llamaba Ergane, y los autores posteriores la hicieron diosa de toda la sabiduría, el conocimiento y el arte, y la representaron sentada a la derecha de su padre Zeus y apoyándole con sus consejos.
Como todas las demás deidades que se suponía que dispensaban las bendiciones de la naturaleza, es la protectora del crecimiento de los niños, y como diosa del cielo claro y el aire puro, otorga salud y aleja la enfermedad. Más aún, en Atenas era una deidad patrona del estado y la protectora (con Zeus) de las fratrías y las casas que formaban la base del estado. En Atenas y Esparta protegía las asambleas populares y deliberativas. En los demás sitios presidía sobre las mayores uniones de gente. También mantenía la autoridad de la ley, la justicia y el orden, en las cortes y la asamblea del pueblo. Esta noción era tan antigua como los poemas homéricos, en los que se describe a Atenea ayudando a Odiseo contra la conducta sin leyes de los pretendientes. Se creía que había instituido la antigua corte del Areópago, y en casos en los que los votos de los jueces estaban empatados, daba el decisivo en favor del acusado.
Atenea promocionaba la prosperidad interna del estado, al fomentar la agricultura y la industria y al mantener la ley y el orden en todas las transacciones públicas, y de la misma forma también lo protegía de los enemigos extranjeros, y así asumía el carácter de una deidad de la guerra, aunque en un sentido muy diferente al de Ares, Eris o Enio. Según Homero ni siquiera llevaba armas, sino que las tomaba prestadas de Zeus, guardaba a los hombres de la masacre cuando la prudencia lo requería, y repelía el salvaje amor por la guerra de Ares, conquistándolo. Atenea no ama la guerra por sí misma, sino solo por las ventajas que ganaba el estado al emprenderla, y por tanto solo apoya aquellas empresas bélicas que se iniciaban con prudencia y que probablemente arrojaran resultados favorables. En época de guerra, las ciudades, fortalezas y puertos quedan bajo su especial protección.
Como diosa prudente de la guerra también era la protectora de todos los héroes que se distinguieron por su prudencia y buenos consejos, así como por su fuerza y valor, como Heracles, Perseo, Belerofonte, Aquiles, Jasón, Diomedes y Odiseo. Como diosa de la guerra y protectora de los héroes, Atenea suele aparecer con armadura, con la égida y una vara dorada, con la que otorga a sus favoritos juventud y majestad.

## Culto

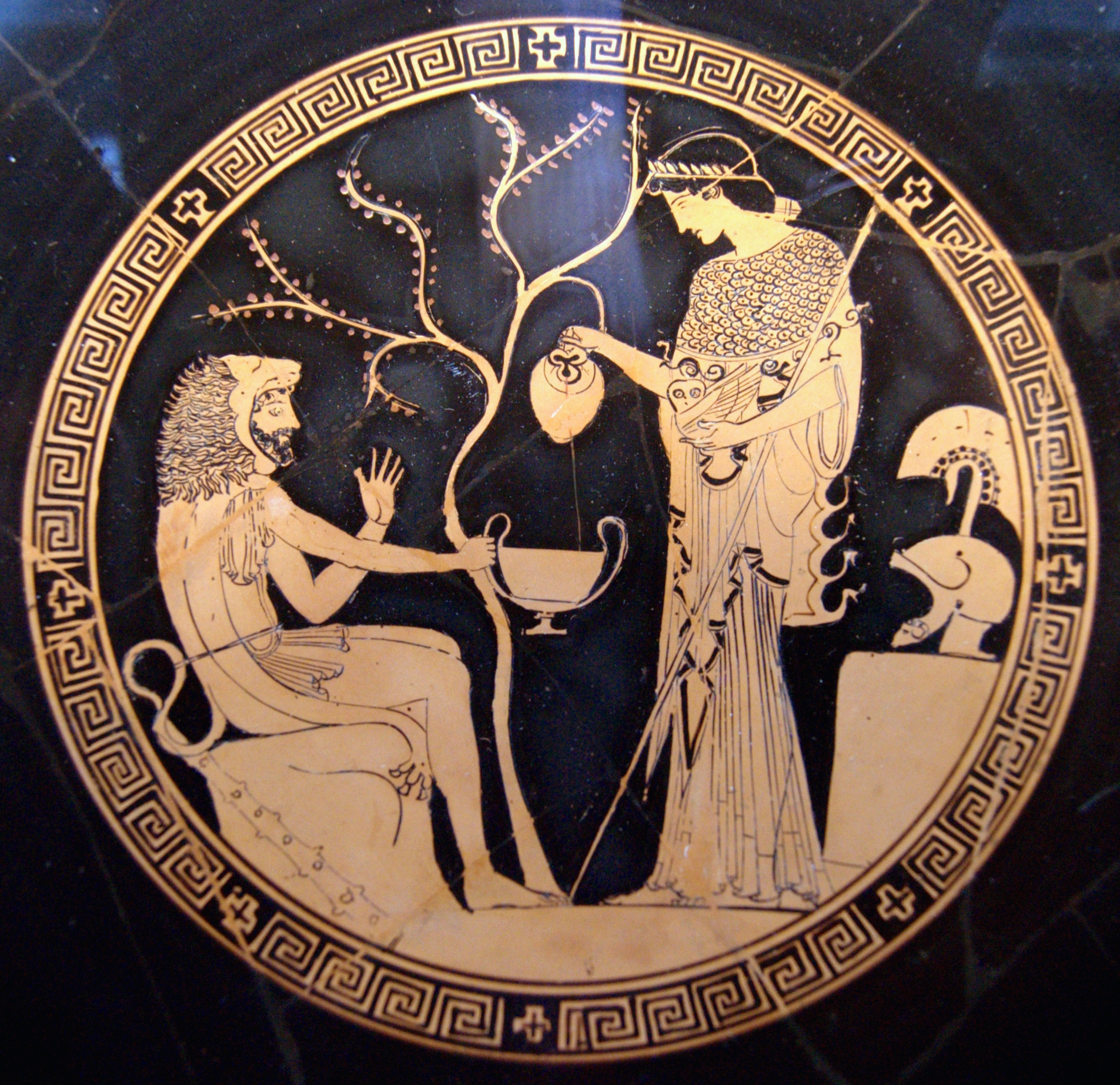
Atenea y Heracles en un kílix ático de figuras rojas de Vulci, 480-470 a. C.

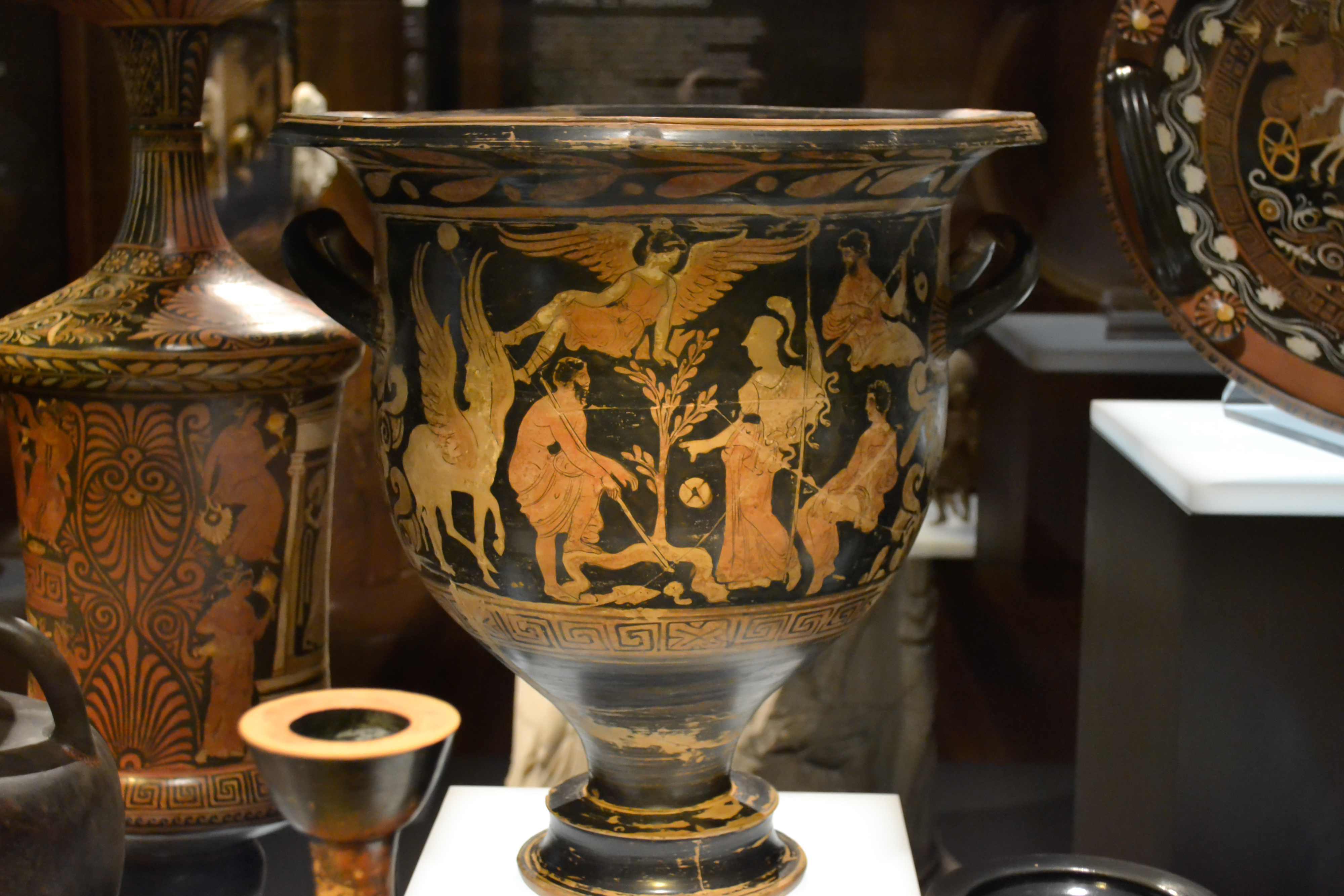
Crátera con escena en la que Poseidón y Atenea rivalizan por la posesión de Atenas. Grupo de Nápoles 3227, c. 360-320 a. C. Museo Arqueológico Nacional de España.

Atenea fue adorada en todas las partes de Grecia, sugiriendo su relación con Tritón que sus lugares de culto más antiguo en Grecia se ubican en las riberas de este río beocio, que desembocaba en el lago Copais, y donde había dos antiguas ciudades pelasgas, Atenas y Eleusis, que fueron según la tradición tragadas por el lago. Desde allí su culto fue llevado en un periodo muy antiguo por los minias al Ática, Libia y otros países. En Atenas se convirtió en la gran divinidad nacional de la ciudad y el país, y más tarde fue considerada por los atenienses la ϑεὰ σώτειρα, ὑγίεια, παιωνία (“diosa dadora de salvación, salud y preservación”), estándole consagrada la serpiente, el símbolo de la renovación perpetua. En Lindos (Rodas) su culto era igualmente muy antiguo, siendo adorada como la diosa que ayudó a Danio a construir el primer barco de cincuenta remos. Entre las cosas que le estaban consagradas puede mencionarse también el mochuelo (muchas veces traducido con el nombre genérico de ‘lechuza’), el gallo y el olivo, que se decía que había creado en su concurso con Poseidón por la posesión del Ática. En Corone (Mesenia), su estatua llevaba una corneja en la mano.
Los sacrificios que se ofrecían a Atenea consistían en toros, de donde probablemente obtuvo el epíteto de Tauróbolo (ταυροϐόλος), corderos y vacas. Eustacio señala que solo se le sacrificaban hembras, con excepción de los corderos. En Troya se decía que se le sacrificaban doncellas o niños locrios cada año como expiación por el crimen cometido por Ayante Locrio con Casandra, y la Suda, un texto bizantino del siglo X, afirma que estos sacrificios siguieron ofreciéndosele hasta el 346 a. C.
En el Ática se celebraban varios festivales haciendo referencia al papel de Atenea como protectora de la agricultura: las Calinterias y Plinterias, las Esciroforias, las Arreforias o Herseforias y las Oscoforias, que eran comunes a Atenea y Dioniso. Incluso la fiesta principal, las Panateneas, fue originalmente una fiesta de la cosecha. La siembra se abría en con tres servicios sagrados del arado. De estos, dos eran en honor de Atenea como inventora del arado, mientras el tercero se celebraba en honor de Deméter. Al comienzo de la primavera se le daban gracias por anticipado (προχαριστήρια) por la protección que iba a proporcionar a los campos. Es significativo que la presentación del peplo o manto, la principal ofrenda de la celebración, tuviese lugar en la temporada de siembra.
Era adorada en las Calceas (o fiesta de los herreros) como señora y protectora de las artes y la artesanía. El festival de la Apaturia hacía una referencia directa al carácter de la diosa como protectora del estado. El festival de Atenea Itonia en Coronea era una fiesta confederada de toda Beocia. Fue adorada con Erecteo en el templo bautizado en su honor (el Erecteión), el santuario más antiguo de la acrópolis de Atenas.

### Epítetos

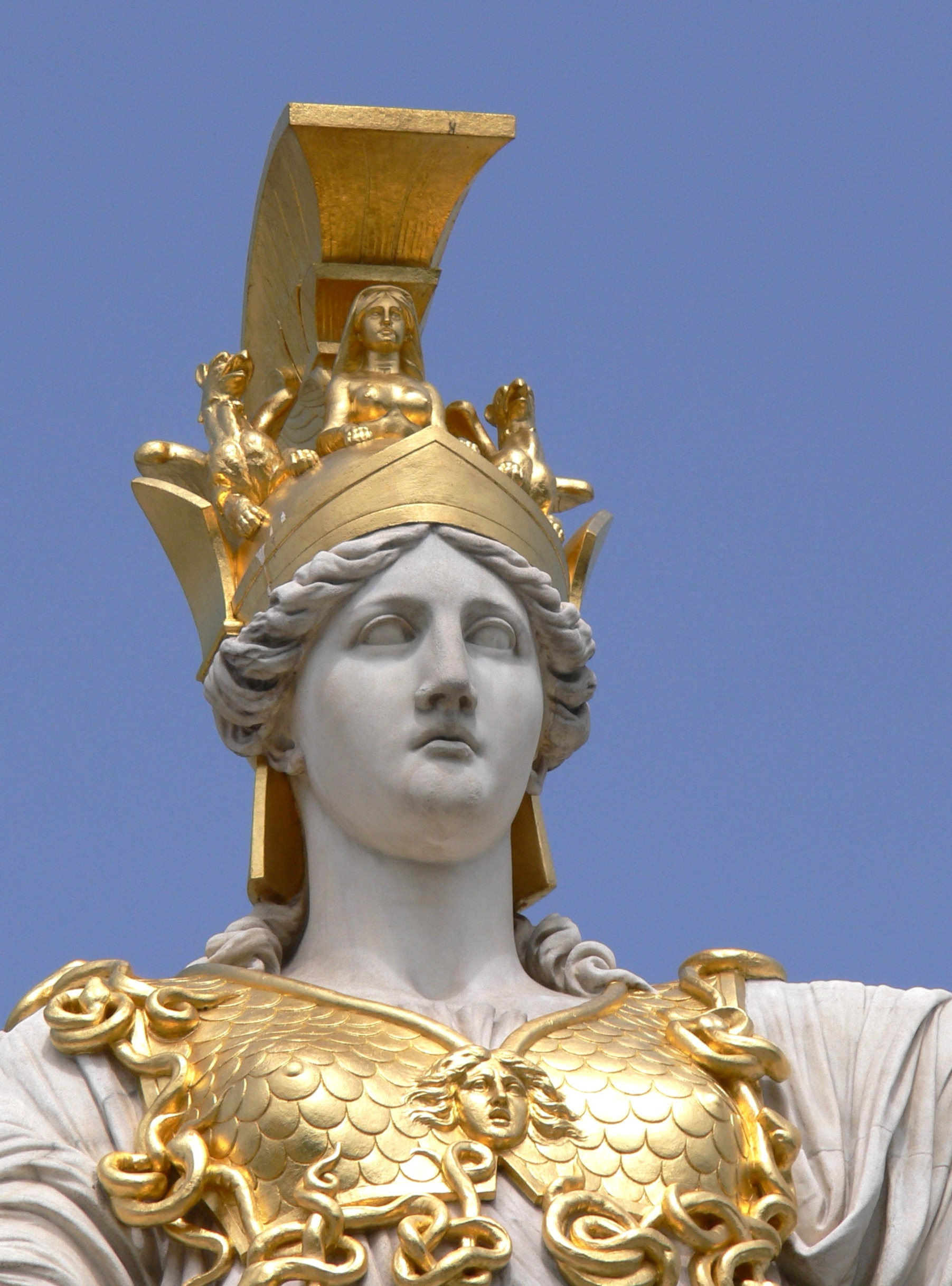
Atenea Parthenos, monumento dedicado a la diosa (Parlamento de Viena)

El epíteto homérico más común para Atenea, glaucopis ("γλαυκῶπις"), suele traducirse como ‘de ojos brillantes’ y es una combinación de γλαύκος glaukos (‘brillante’, ‘plateado’, y posteriormente ‘garzo’ o ‘gris’) y ὤψ ôps (‘ojo’, o a veces ‘cara’). Es interesante advertir que γλαῦξ glaux, ‘mochuelo’, tiene la misma raíz, presumiblemente por sus característicos ojos. 
En la Ilíada, en los himnos homéricos y en la Teogonía de Hesíodo, Atenea recibe el curioso epíteto de Tritogenia, cuyo significado exacto no está claro. Parece significar «nacida de Tritón», indicando quizás que este dios marino era su padre según algunos antiguos mitos, o menos probablemente que nació cerca del lago Tritón en África. Otros derivan este epíteto de una antigua palabra cretense, eólica o beocia, τριτώ, que significa ‘cabeza’, por lo que el epíteto sería ‘nacida de la cabeza’, y otros creen que tenía la intención de conmemorar la circunstancia de haber nacido en el tercer día del mes (‘nacida tercera’).
Atenea fue equiparada a menudo con Afea (Αφαία), una diosa local de la isla de Egina, ubicada cerca de Atenas, tras quedar bajo el control de esta. El historiador griego Plutarco también alude a un ejemplo durante la construcción de Partenón en la que fue llamada Higía (Ὑγεία Hygeía, ‘saludable’):

Un caso maravilloso ocurrido mientras se construían dio indicio de que la diosa, lejos de repugnar la obra, tomaba parte en ella y concurría a su perfección. El más laborioso y activo de los artistas tropezó y cayó de lo alto, quedando tan maltratado que le desahuciaron los médicos. Apesadumbróse Pericles, y la Diosa, apareciéndosele entre sueños, le indicó una medicina con la cual muy pronta y fácilmente le puso bueno. Por este suceso colocó en la ciudadela la estatua de bronce de Atenea Higía junto al ara, que se dice estaba allí antes. Fidias hizo además la estatua de oro de la diosa, y en la base se lee la inscripción que le designa autor de ella.

Otros epítetos son:
- Acrea (ἀκραἳα).

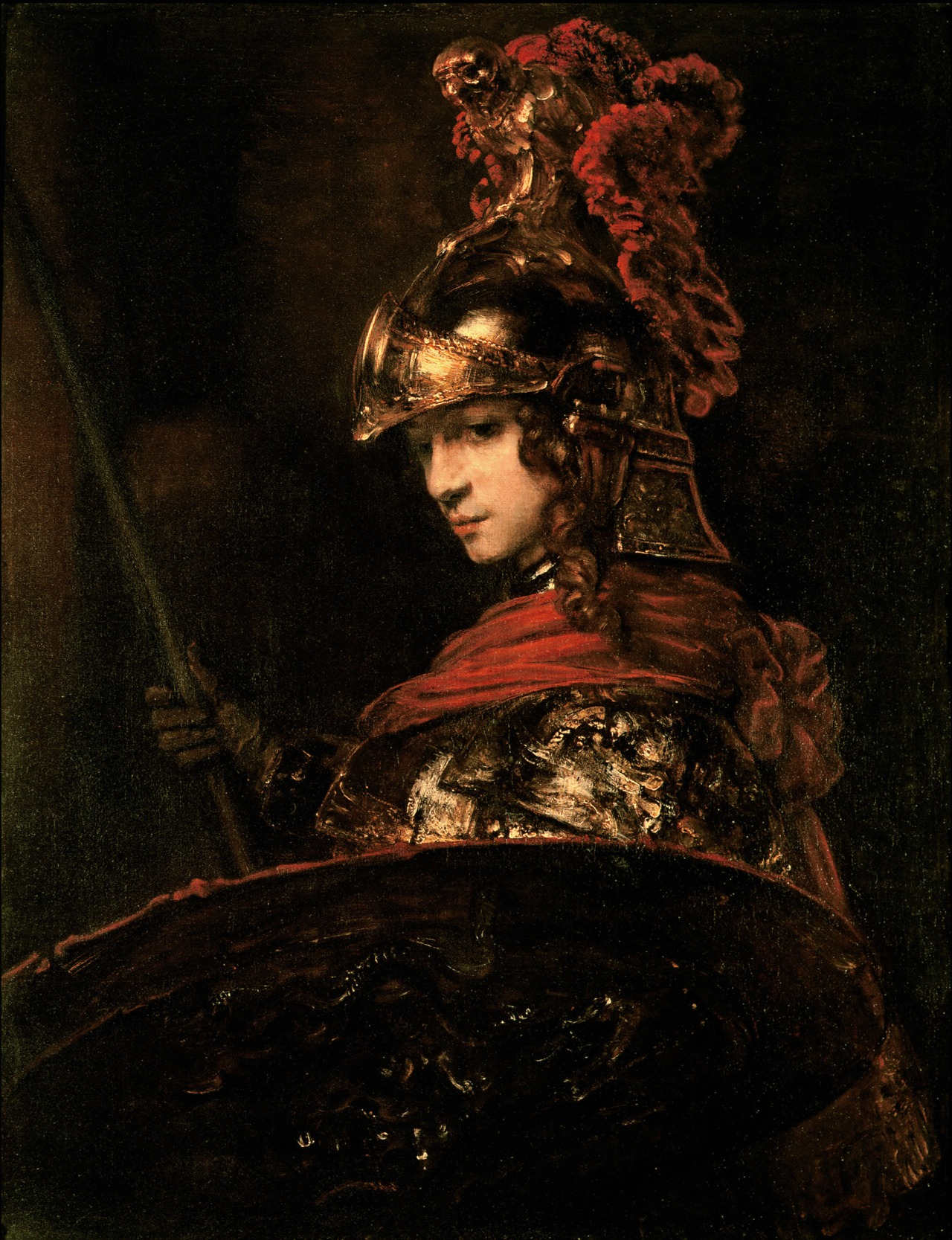
Palas Atenea, óleo atribuido al taller de Rembrandt, Lisboa, Museo Calouste Gulbenkian.

- Acria (ἀκρία), con el que era adorada en Argos.
- Aethyta, con el que era adorada en Megara.[121] La palabra αίθυια (aithyia) significa ‘buceador’ y figurativamente ‘barco’, por lo que el título debe aludir a Atenea como profesora del arte de la construcción de barcos y la navegación.[122]
- Ageleia (ἀγελεία, ‘que impera en las batallas’)
- Agiopoinos (ἀξιόποινος, ‘vengadora’).[123]
- Agiraia (ἀγυραἳα).[124]
- Alalcomeneis (ἀλαλκομενηΐς, ‘poder defensivo’, o bien de Alalcomeneo).
- Alcidemo (ἀλκίδημος, ‘defensora del pueblo’).
- Alcímaca (ἀλκιμάχη).
- Areia, por su papel en el juicio realizado en el Areópago a Orestes por la muerte de su madre, Clitemnestra.
- Atritona (Άτρυτώνη Atrytone, ‘incansable’).
- Boarmia (βοαρμία, ‘protectora de los bueyes’).
- Boudeia (βούδεια, ‘diosa de los bueyes’).
- Boulaia (βουλαἳα, ‘consejera’).
- Calcieco (Χαλκίοικος, ‘de la casa de bronce’), por un templo que presidía la ciudadela de Esparta.
- Calinitis (χαλινἳτις, ‘de la brida’).
- Cidonia (Κυδονία), en un templo de Frixa (Élide), que fue construido por Clímeno de Cidonia.[125]
- Cledoucos (κληδοὓχος).
- Ergane (ἐργάνη) como protectora de los artesanos. Bajo este nombre se la menciona en varias inscripciones halladas en la Acrópolis.
- Erisiptolis (ἐρυσίπτολις, ‘protectora de la ciudad’).
- Lafria (λαφρία).
- Hipia (ἱππία, ‘ecuestre’) como la inventora del carro, título bajo el que fue adorada en Atenas, Tegea y Olimpia.[126] Con este nombre recibía un parentesco diferente: hija de Poseidón y Polife, y hermana de Océano.[127]
- Laósoos (λαόσσοος, ‘beneficiosa’).
- Meganitis (μηχανἳτις, ‘de gran recurso’).
- Oftalmutis (ὀφθαλμὓτις).
- Oguderces (ὀξυδερκής).
- Optiletis (ὀπτιλέτις, ‘de vista aguda’).
- Palas (Παλλάς Pallás), de significado controvertido, que pudiera ser ‘doncella’ o ‘la que blande el escudo’.[128] El epíteto es el nombre del gigante que según algunas tradiciones era su padre y al que mató cuando intentó violarla, o bien de una hermana, hermana de leche, compañera u oponente en la batalla a la que mató accidentalmente, fabricando el paladio y anteponiendo su nombre al suyo propio como homenaje.[47] Sobre este asunto, Burkert dice que «es la Palas de Atenas, Pallas Athenaie, igual que la Hera de Argos es Here Argeie».[129]
- Panaquea, bajo el que fue adorada como diosa de la liga aquea.
- Pártenos (Παρθένος Parthénos, ‘virgen’), como fue adorada en el Partenón, especialmente durante las Panateneas. (Véase más arriba.)
- Pilaitis (πυλαἳτις).
- Polias (πολιάς, ‘de la ciudad’), como protectora de Atenas y la Acrópolis, pero también de otras ciudades, como Argos, Esparta, Gortina, Lindos y Larisa.
- Polioucos (πολιοὓχος, ‘que protege la ciudad’)
- Poluboulos (πολύϐουλος, ‘del buen consejo’).
- Polumetis (πολύμητις, ‘de numerosos inventos’).
- Promacorma (προμαχόρμα, ‘defensora de la bahía’).
- Promacos (Πρόμαχος Promachos, ‘que lucha delante’) cuando dirigía la batalla.[130]
- Tritonia

## Representaciones y atributos clásicos

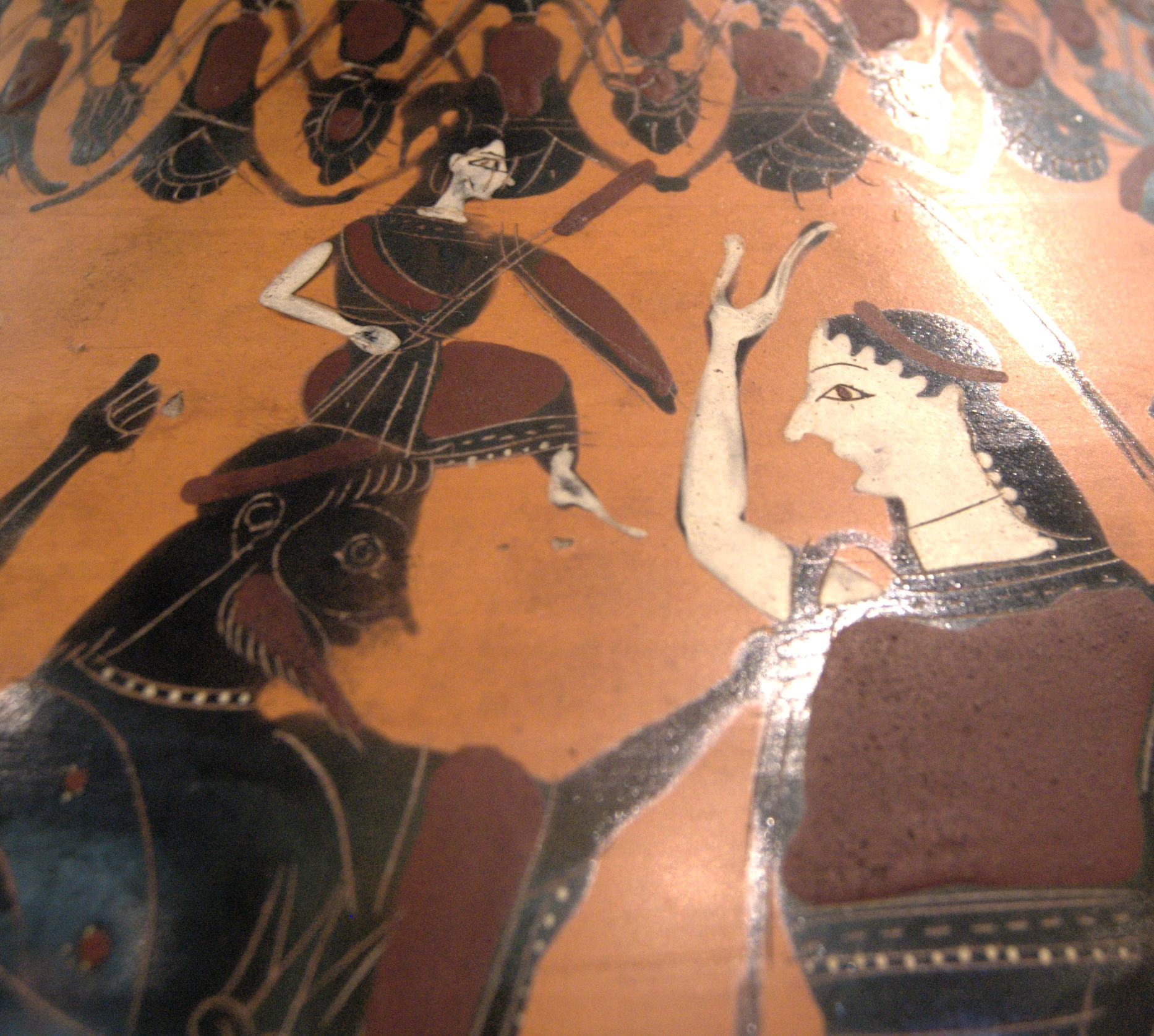
Atenea naciendo armada de la cabeza de Zeus, con Ilitía (?) a la derecha. Detalle de la cara A de un ánfora ática de figuras negras, 550-525 a. C.

Atenea fue representada en obras de arte con frecuencia, pero fue Fidias quien estableció su tipo ideal en tres estatuas, las más famosas, erigidas en la Acrópolis de Atenas:
- La colosal estatua criselefantina (labrada en marfil y oro) de Atenea Pártenos, de 12 m de altura aproximadamente (comprendido el pedestal de 1,50 m) ubicada en el Partenón. La diosa era representada llevando una larga túnica que le caía hasta los pies, y sobre su pecho tenía la égida con la cabeza de la Gorgona. Tenía un casco en la cabeza y llevaba en una mano una Niké de seis pies de alto, y en la otra una lanza, con la que apoyaba contra un escudo adornado con escenas de las batallas de las Amazonas con los Gigantes. A sus pies tenía una serpiente.[131]
- La estatua de bronce de Atenea Promacos, fundida de los expolios de los atenienses en la batalla de Maratón, ubicada entre los Propileos y el Erecteión. Las proporciones de esta estatua era tan enormes que la brillante punta de la lanza y el penacho del casco eran visibles para los marineros que se aproximaban al Pireo desde el cabo Sunio.
- La Palas Lemnia, así llamada porque había sido dedicada por los clerucos atenienses de Lemnos. El atractivo de esta estatua le ganó el apodo de «la hermosa». Como la anterior, era de bronce, y al representar a Atenea como diosa de la paz, no llevaba casco.

Se conservan un gran número de representaciones de Atenea en estatuas, bustos colosales, relieves, monedas y vasijas pintadas. Entre los atributos que caracterizan a la diosa en estas obras de arte están:

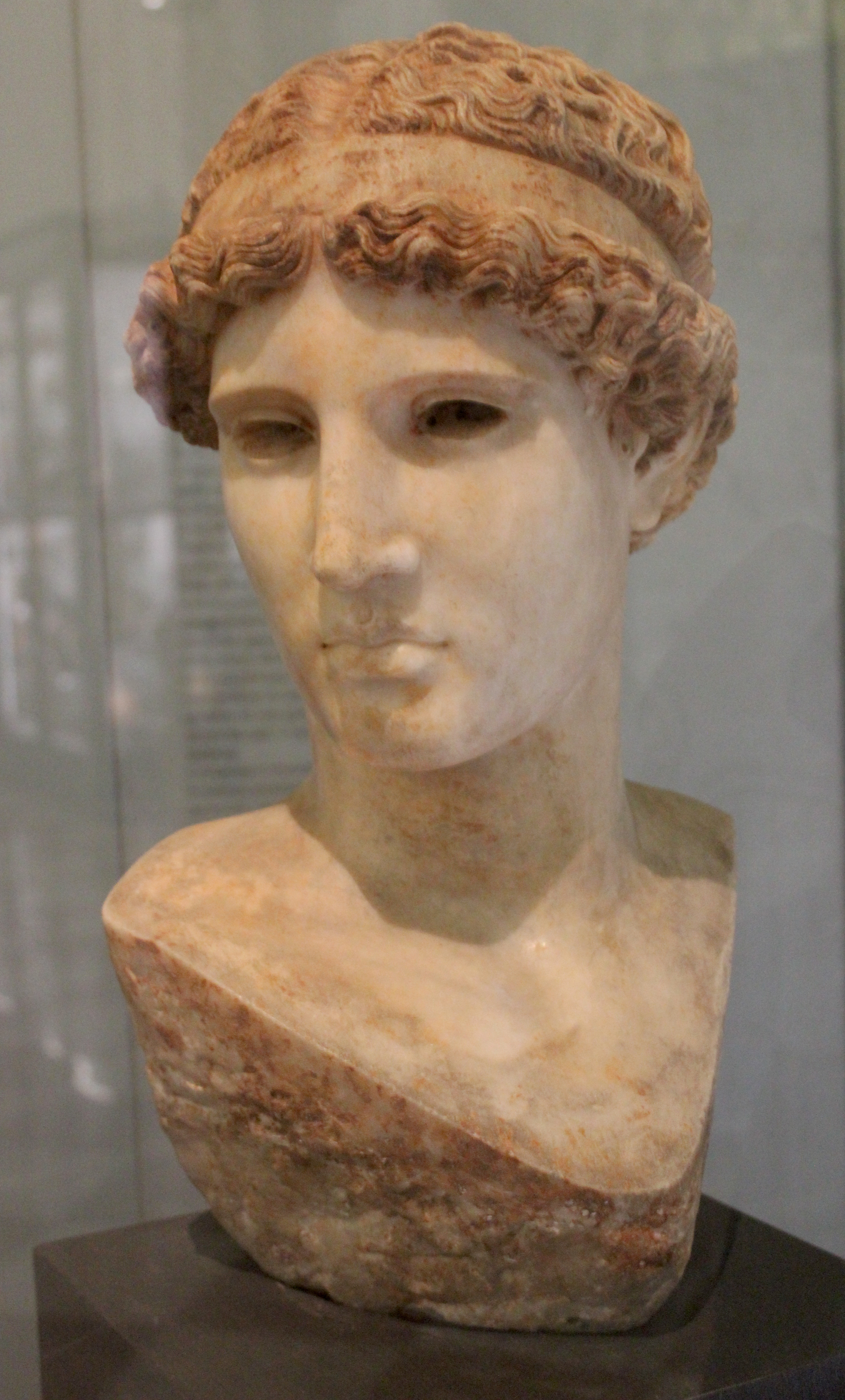
Copia romana de la cabeza de Atenea Lemnia Estatua de bronce realizada por Fidias en el situada en la Acrópolis de Atenas. (Museo Cívico Arqueológico de Bolonia).

- Copia romana de la cabeza de Atenea Lemnia Estatua de bronce realizada por Fidias en el siglo V a. C. situada en la Acrópolis de Atenas. (Museo Cívico Arqueológico de Bolonia). El yelmo de tipología corintia, que suele llevar en la cabeza, bien elevado sobre la frente para revelar su cara con gesto de saludo pacífico, pero que en unos pocos casos lleva en la mano. Suele estar adornado de la forma más bella con grifos, cabezas de corderos, caballos y esfinges.[132]
- La égida, una coraza de piel de cabra que en mitos posteriores se decía le fue dada por su padre, Zeus,[133] aunque estuvo relacionada con él mucho antes en otros contextos culturales.
- El escudo redondo argólico en cuyo centro aparece el gorgoneion, la cabeza de la gorgona Medusa, el sello distintivo del culto a la primitiva diosa en Grecia que recibió la posición más alta en el vértice del frontispicio del Partenón (más tarde se decía que su escudo era un regalo votivo de Perseo).
- Objetos a ella consagrados, como la rama de olivo, la serpiente, el mochuelo,[134] el gallo y la lanza.

Su atuendo suele ser la túnica espartana sin mangas, sobre la que viste una túnica, el peplo o, aunque raramente, la clámide. La expresión general de su figura es meditabunda y seria, su cara es más ovalada que redonda, su pelo es rico y generalmente peinado hacia atrás sobre las sienes, flotando libremente por detrás. La figura completa es majestuosa, y más fuerte que esbelta: las caderas son pequeñas y los hombros anchos, de forma que en conjunto recuerda de algún modo una figura masculina.
En anteriores retratos arcaicos de Atenea sobre vasijas pintadas, la diosa conserva parte de su carácter minoico-micénico, como las grandes alas de pájaro, pero esto no es cierto en esculturas arcaicas como las de Atenea Afea, donde subsumió a una diosa anterior invisiblemente numinosa, Afea, con relaciones cretenses en sus mitos.
La Atenea pensativa es un relieve fechado sobre el 460 a. C. que representa a una Atenea cansada descansando sobre una vara.

## Atenea en la actualidad

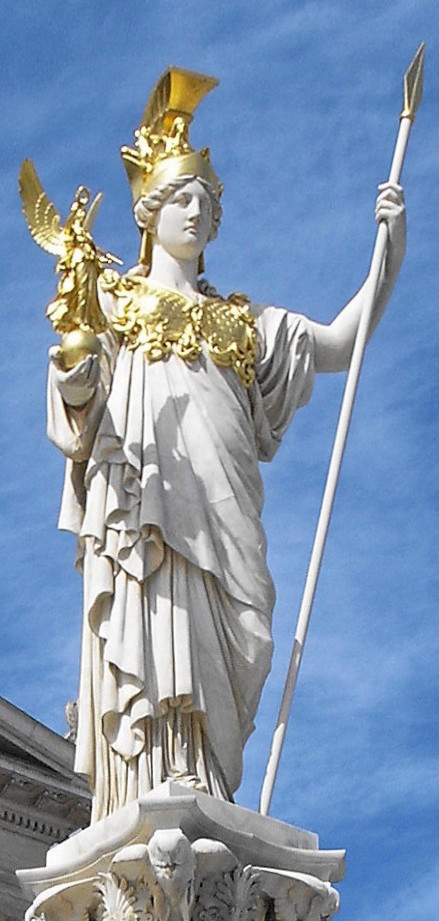
La diosa Atenea sosteniendo a Victoria, al frente del Parlamento de Viena

La figura de Atenea aparece en la mayoría de los edificios de gobierno y parlamentos de América y Europa, como así también en muchos escudos y monedas, representando la protección, generalmente representada con su lanza, el escudo, y una boina frigia. 
Es el tema de la moneda conmemorativa 1915-S Panamá-Pacífico de 50 dólares. Con 2,5 onzas troy (78 g) de oro, es la mayor moneda (en peso) jamás acuñada por los Estados Unidos. Fue la primera moneda de 50 dólares acuñada y no se produjo ninguna mayor hasta las monedas de platino de 100 dólares de 1997. Por supuesto, en términos de valor nominal ajustado, la de 1915 es la mayor denominación jamás emitida por Estados Unidos.
Un busto de la diosa, representado de perfil, es el elemento central de la versión actual del escudo de Atenas. Este emblema posee el diseño característico de un sello.
Durante aproximadamente un siglo se ha erigido una réplica a tamaño real del Partenón en Nashville (Tennessee, Estados Unidos), ciudad conocida como la Atenas del Sur. En 1990, se añadió una gran réplica de la estatua de la diosa de Fidias, de unos 12,5 m de alto y dorada. El sello de California incluye una imagen de Atenea sentada junto a un oso pardo.
Una estatua del pensador escéptico Ernest Renan provocó una gran controversia cuando fue instalada en Tréguier (Bretaña). La biografía de Jesús escrita por Renan en 1862 había negado su divinidad, y había escrito la Oración en la Acrópolis dirigida a la diosa Atenea. La estatua fue ubicada junto a la catedral, con la cabeza de Renan mirando en otra dirección mientras Atenea, a su lado, levanta el brazo como si desafiase al edificio. La instalación fue acompañada de una masiva protesta de los católicos locales y un servicio religioso contra el crecimiento del escepticismo y el secularismo.
En el manga japonés de Saint Seiya (1985), la diosa gira en torno a las encarnaciones que se desarrollan en su narrativa y por el cual es defendida por sus guerreros, siendo Saori Kido su actual depositaria.